# 石头城公园

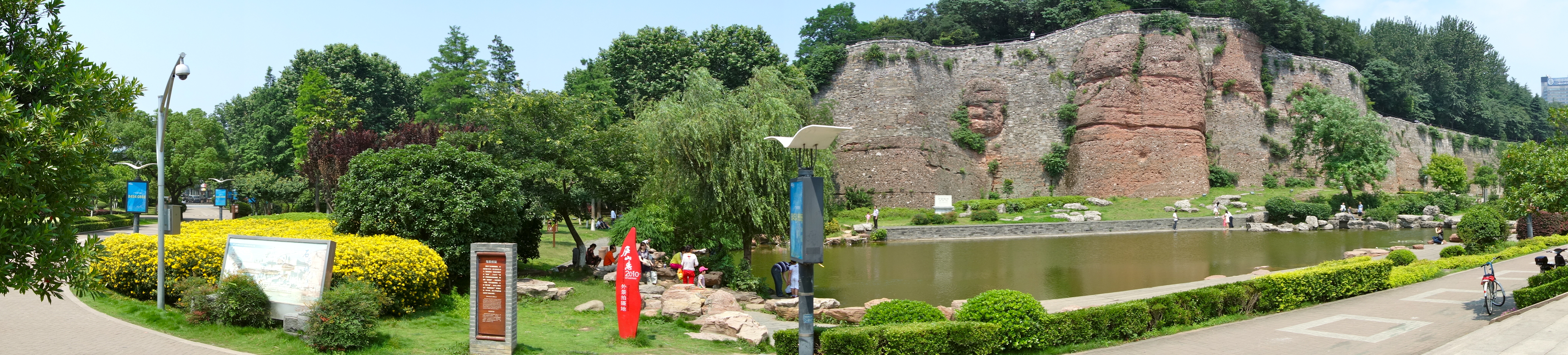
鬼脸城及鬼脸照镜，公园内的精华景点。

石头城公园、石头城景区:85是位于江苏省南京市鼓楼区，外秦淮河和南京明城墙之间的一处城市滨水景观公园，以鬼脸城知名:25—26:159。历史上，鬼脸城曾被误以为是石头城。
因公园建设是2002年开始的南京市外秦淮河环境综合整治工程的一部分，又称南京外秦淮河环境综合整治试验段:25，或称鬼脸城公园:159。

## 公园建设

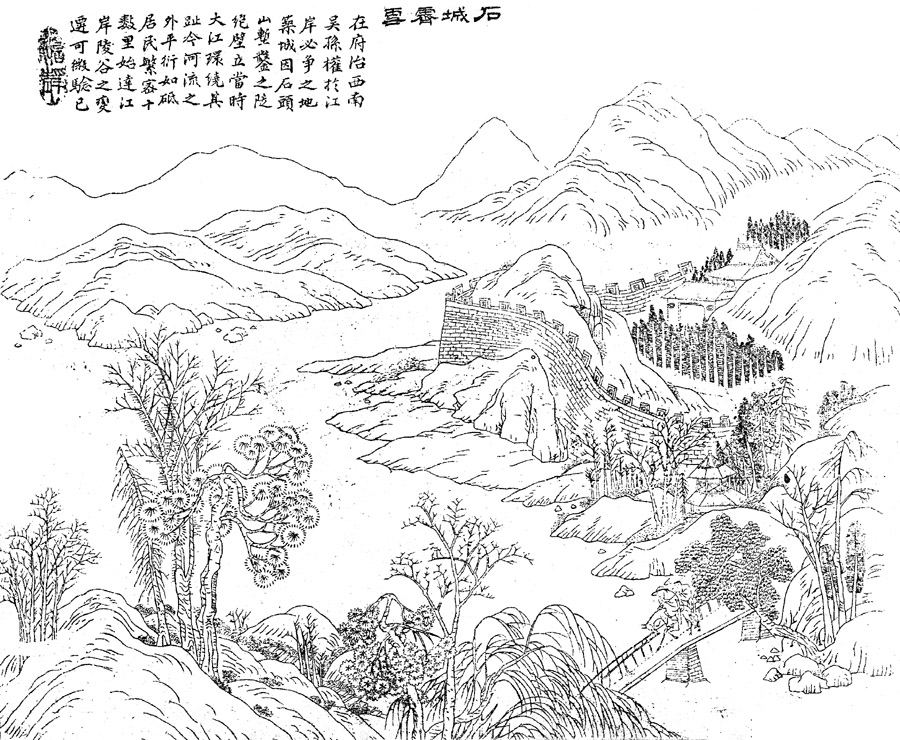
《长干里客金陵四十八景图》之石城霁雪。图中，突出的城墙墙体即石头城（鬼脸城）。

历史上，南京明城墙的内城部分以外秦淮河为護城河。石头城公园（鬼脸城）所在是外秦淮河沿岸历史文化底蕴最为丰富的一段，即南京明城墙与护城河相结合的景观:25。
在当代，秦淮河已污染严重。1990年代开始，南京方面即开始计划整治秦淮河。鬼脸城（石头城）所在地区即是其中一段。2002年初，南京市人民政府下属的市规划局委托清华大学进行石头城（鬼脸城）地区城市设计:85。同年，南京人民政府投入30亿元人民币，开启以截污、清淤、拆迁、绿化等为主要内容的外秦淮河环境综合整治工程，预计在2005年实现目标:88。
石头城景区工程按照“投资、建设、管理、使用”四分离原则进行运行。项目法人南京市城市建设控股有限公司委托鼓楼区建设局承担水利驳岸改造工程和景区建设工程，委托南京市城墙管理处组织实施城墙维修工程，委托南京市市政建设处组织实施污水截流及管网工程:87。
从规划设计至建成，石头城景区共用时一年零三个月。研究者将之分为三个阶段，第一阶段，为约4个月的城市设计。第二阶段是4个月的深化方案、施工图设计与拆迁，共有582户居民、17家工企单位拆迁。第三阶段是7个月的工程建设:87。
石头城景区总投资1.88亿元，其中，拆迁费用1.3亿元:86，公园投资5200万元。公园兼具防洪、排污、旅游、休闲等功能，2004年建成。建成后，由政府出资维护管理:88。
2005年，获得市政工程金杯奖。2008年，获江苏省城乡建设系统俊秀勘察设计风景园林一等奖:34。2008年有相关研究文章指出，由于缺乏娱乐项目，游客在公园停留时间不超过45分钟，经济效益不佳:160。功能上类似由本地居民使用的社区绿地，需要改进:88。

## 公园布局

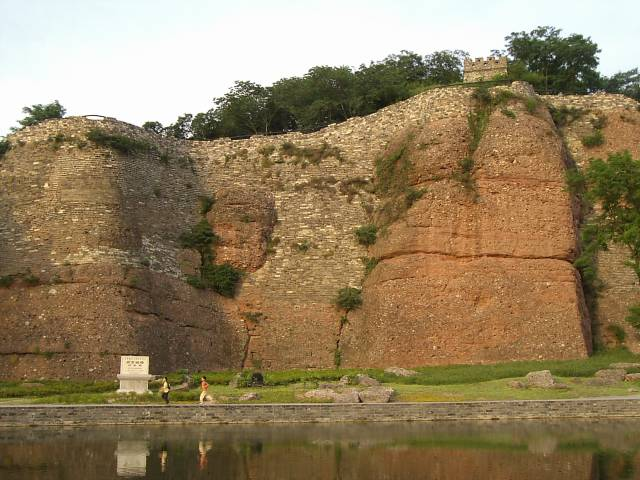
2004年拍摄的公园内最著名的景点：鬼脸城、鬼脸照镜。公园建成后，被居民区掩盖的鬼脸城、鬼脸照镜得以重现。

石头城公园依南京明城墙与清凉山相隔。北起南京市第二十九中学，南至清凉门桥。南北长约800米，东西宽约90米:25:85，总面积约7.5万平方米:25，或说约6.8万平方米:85。
以主园路将公园分成东西两大部分。主园路东侧与城墙之间为“鬼脸城”、“鬼脸照镜”等景点。主园路西侧与外秦淮河之间是大面积的复式滨水平台:26。公园的滨水平台约800余米长:88。
公园南端为明代城门清凉门。在清凉门西侧以一株百年老树为中心，建有一个小广场，将游船码头、公园主干道和城墙观景点串联起来。公园北端为根据传说复挖的燕王河。传说朱棣为燕王时，因得罪父亲朱元璋从清凉山旁的小河出逃南京城。此河即称燕王河。燕王河在1970、80年代已被覆盖。城墙东侧的国防园仅存一个涵洞口。公园建设时，根据传说和遗址现状，复建一条小河。小河从国防园涵洞口起，穿过城墙，流入外秦淮河:27。

## 鬼脸城
石头城公园的园路东侧有“鬼脸城”、“鬼脸照镜”两个主要景点:26。鬼脸城即公园内的一段南京明城墙墙体所在。此处墙体利用自然山岩贴城砖而成，墙体上有一块突出墙体的椭圆形石壁。远看隐约可见耳目口鼻，酷似鬼脸。“鬼脸” 下方有一处面积约1600多平方米的水塘——“镜子湖”。由此产生“鬼脸照镜”一说。当代因地处棚户区，鬼脸城所在的城墙和“鬼脸照镜”被掩盖。公园建成，鬼脸城和“鬼脸照镜”得以重现:86。
东汉末年，孙权在今清凉山一带建有石头城。由于历史久远，具体所在有争议。明清以来，鬼脸城被附会为石头城。清朝乾隆年间，与鬼脸城相关的景观“石城霁雪”被列入了金陵四十八景之一。
“鬼脸照镜”是公园内的精华景点:26。在“镜子湖”周边建有亲水景观平台，供游客戏水观景。临近镜子湖的位置建有一座钢结构木桥，以连接河对岸的住宅，扩大公园人流:160。2005年报道称，鬼脸城夜景，用绿、红、黄三色灯光亮化，突出“一层水，一层堤，一层山，一层城”的意境。

## 图像

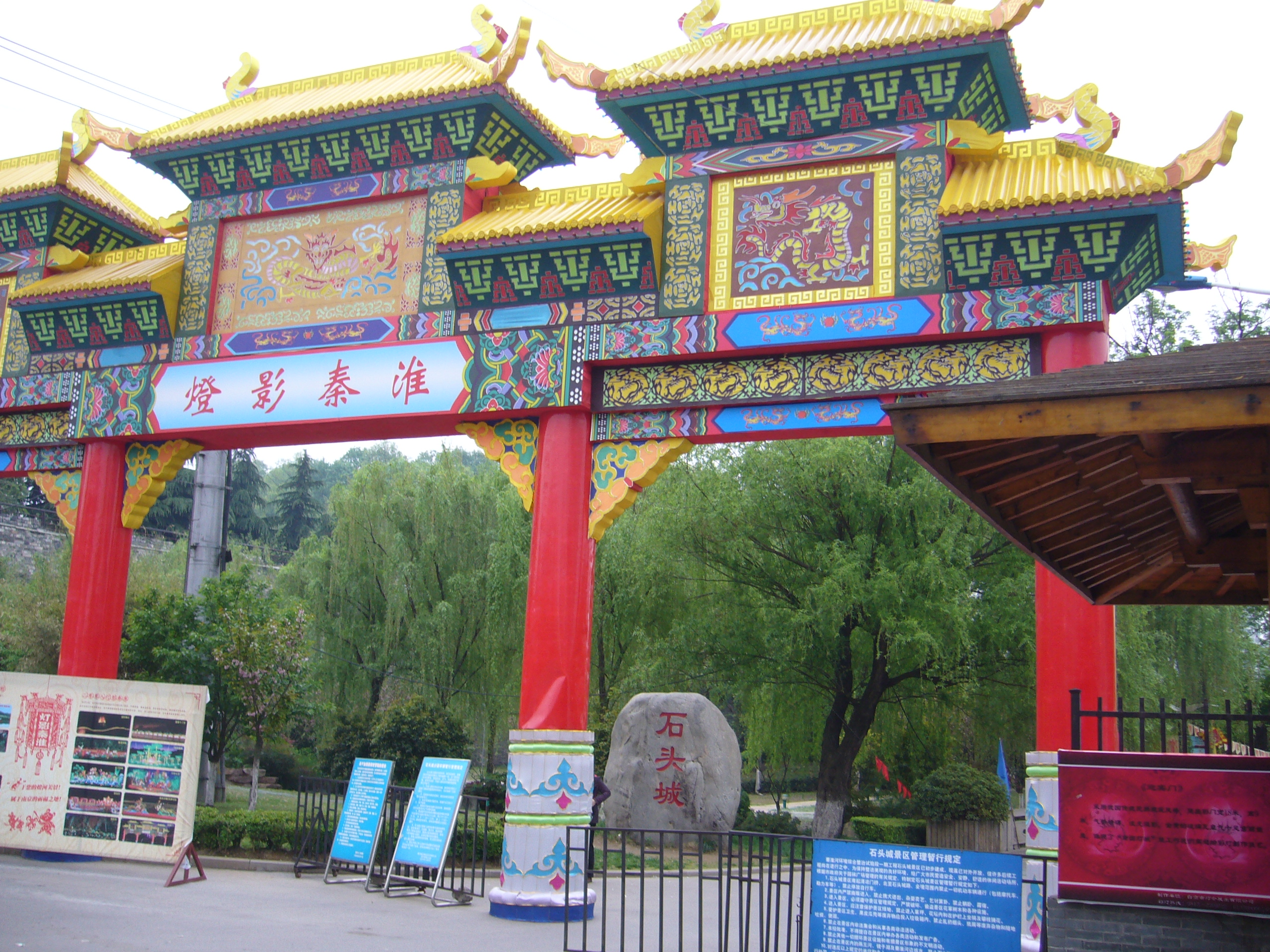
公园大门
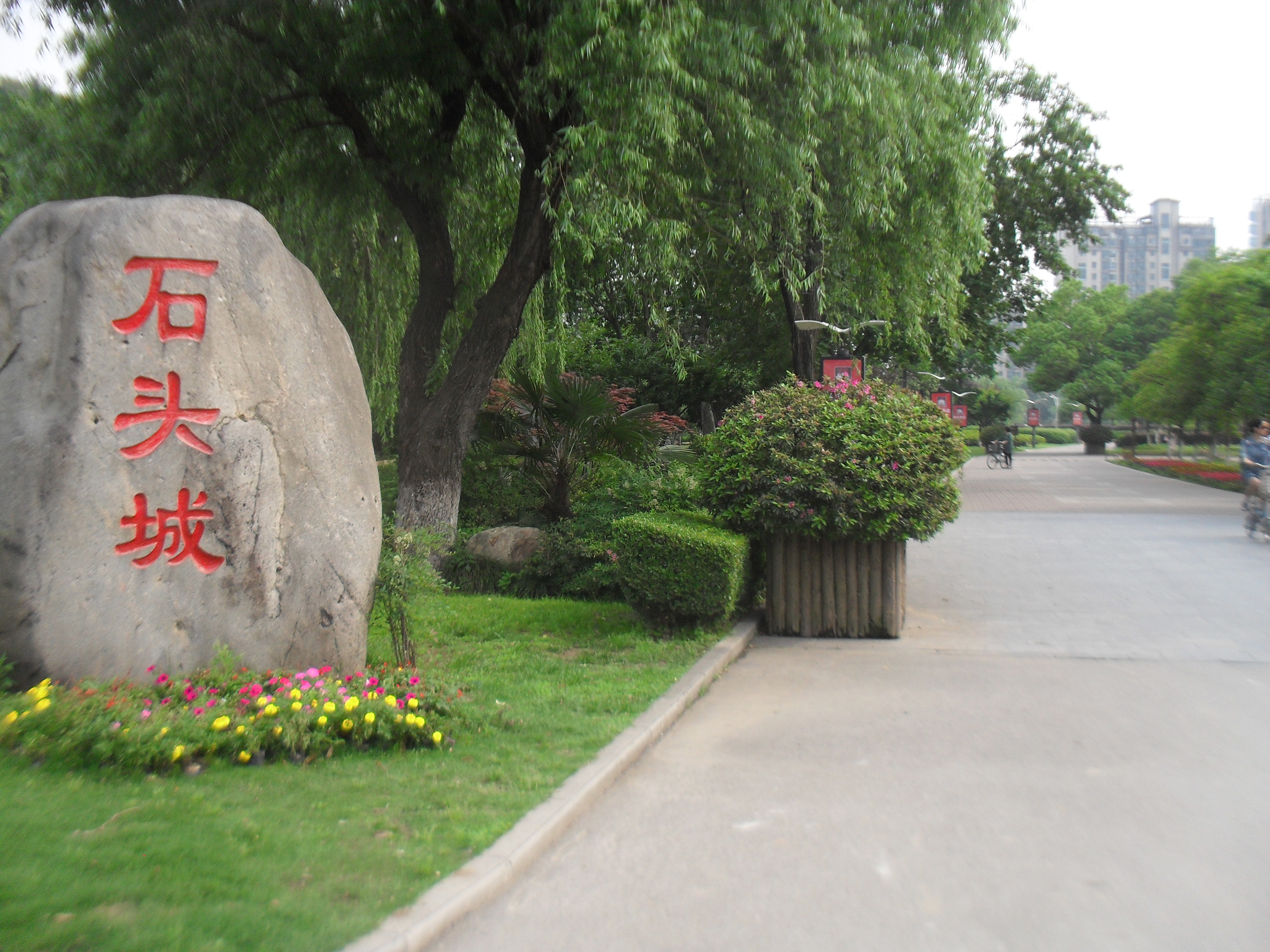
石头城标识
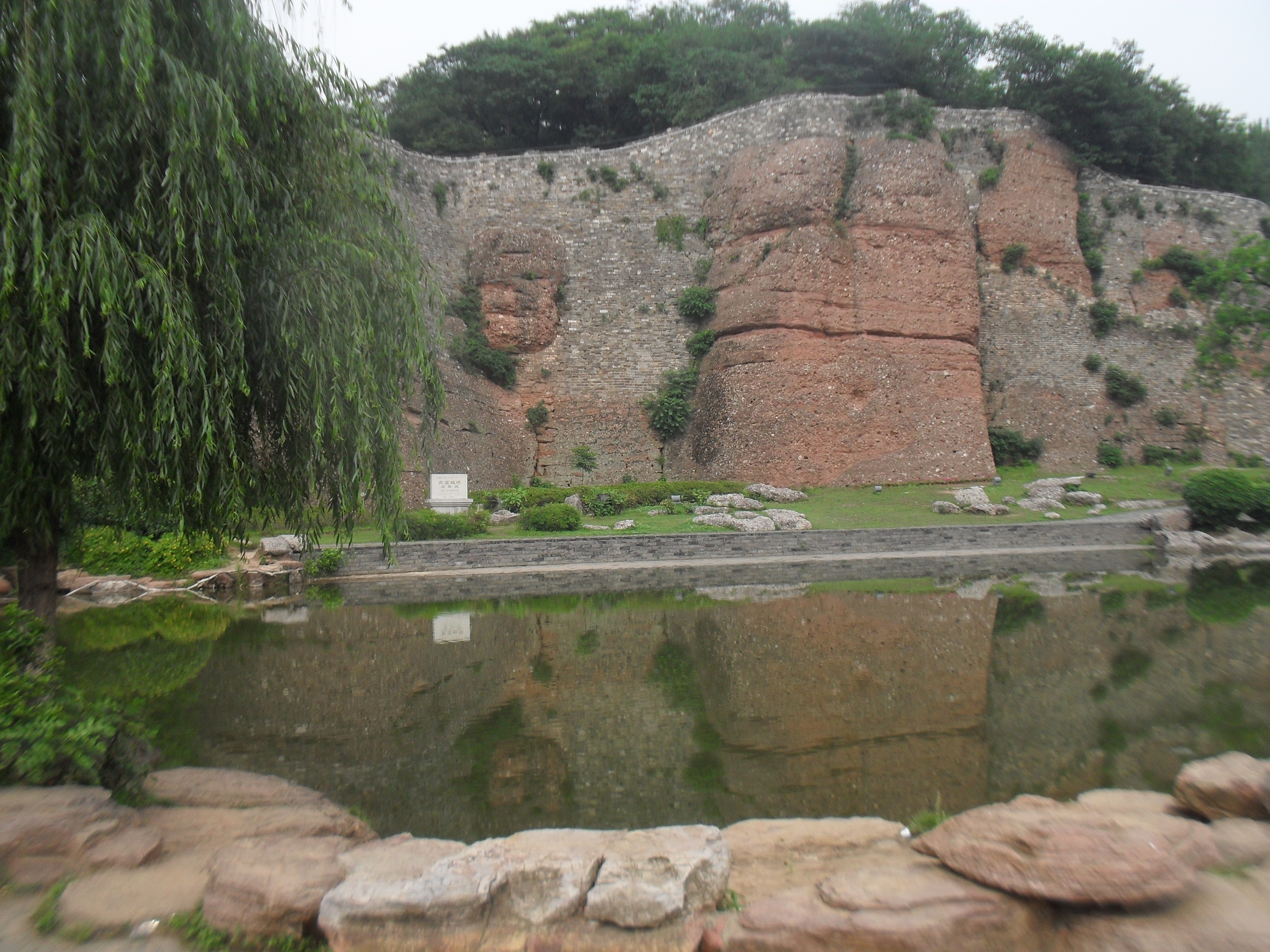
鬼脸城及镜子湖
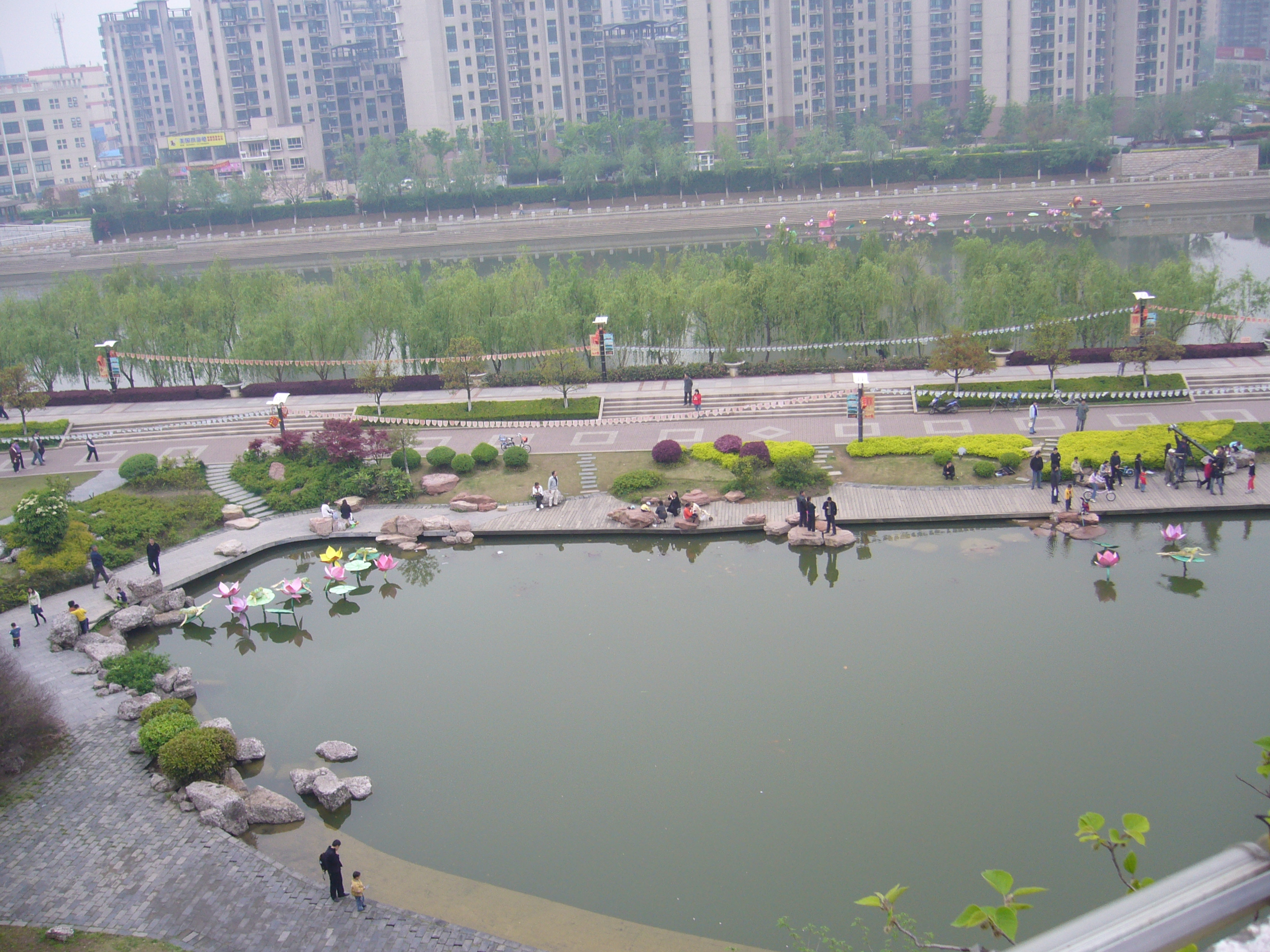
俯视公园中的镜子湖
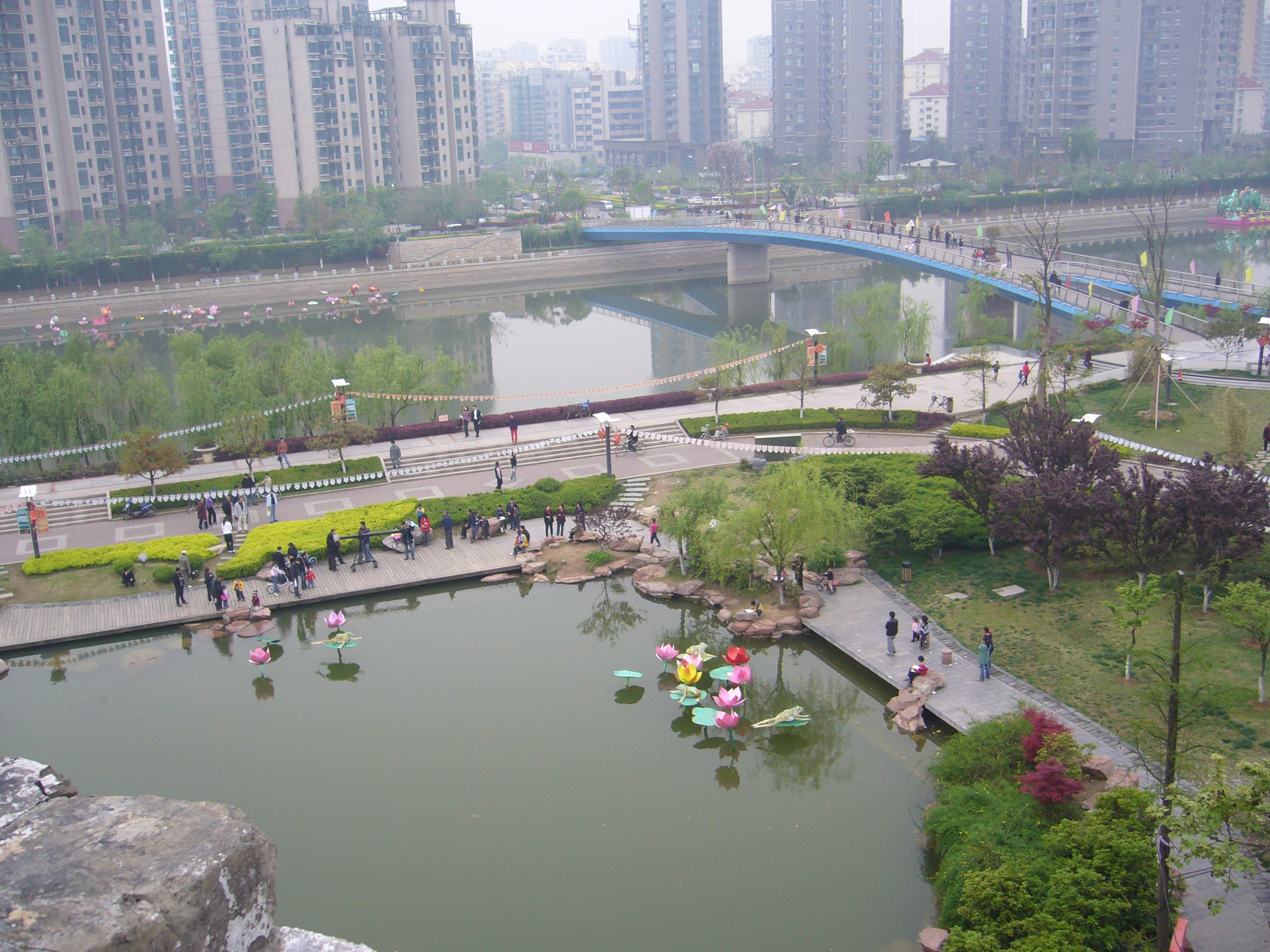
俯视公园中的镜子湖及人行桥
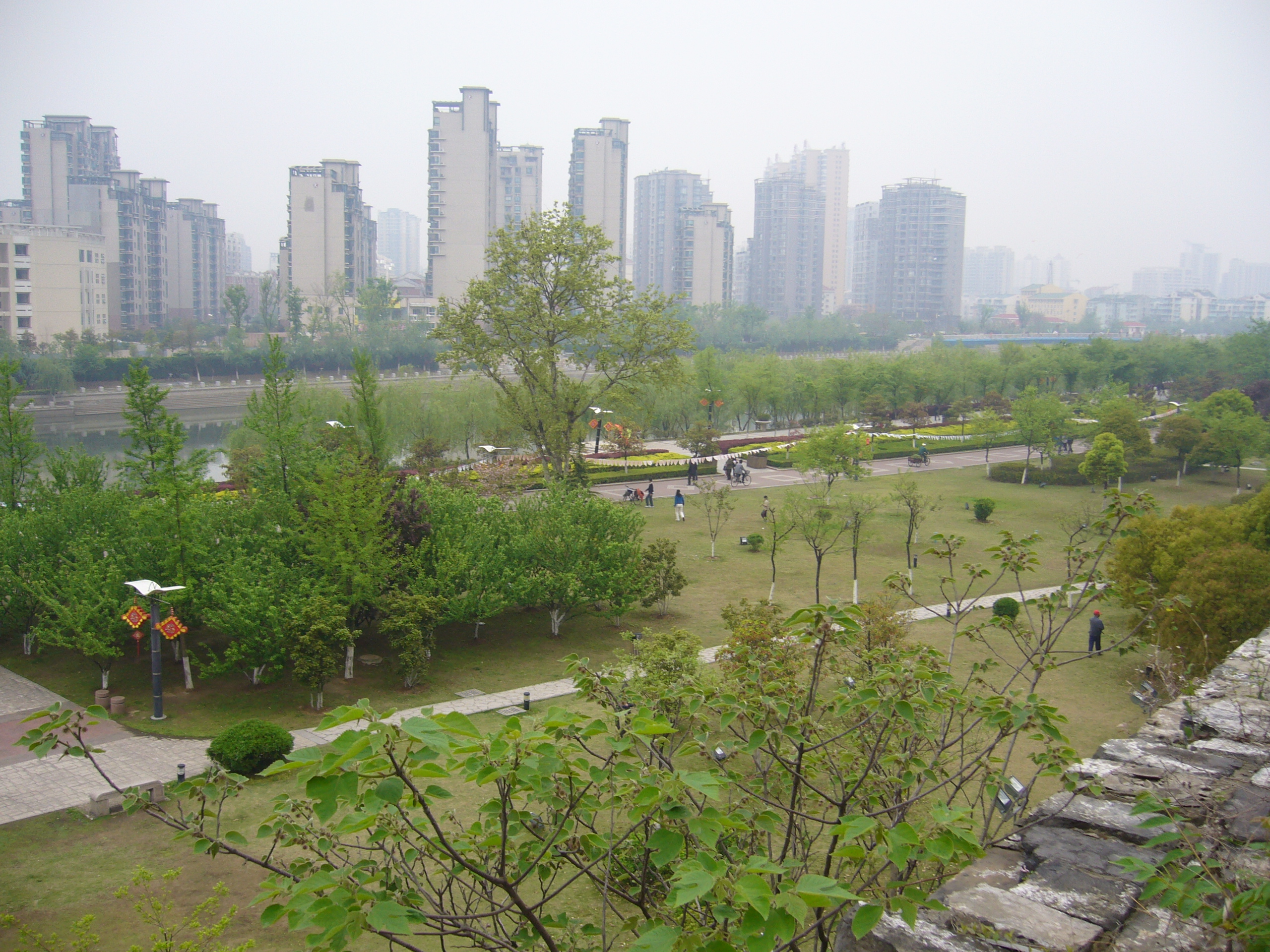
俯视公园
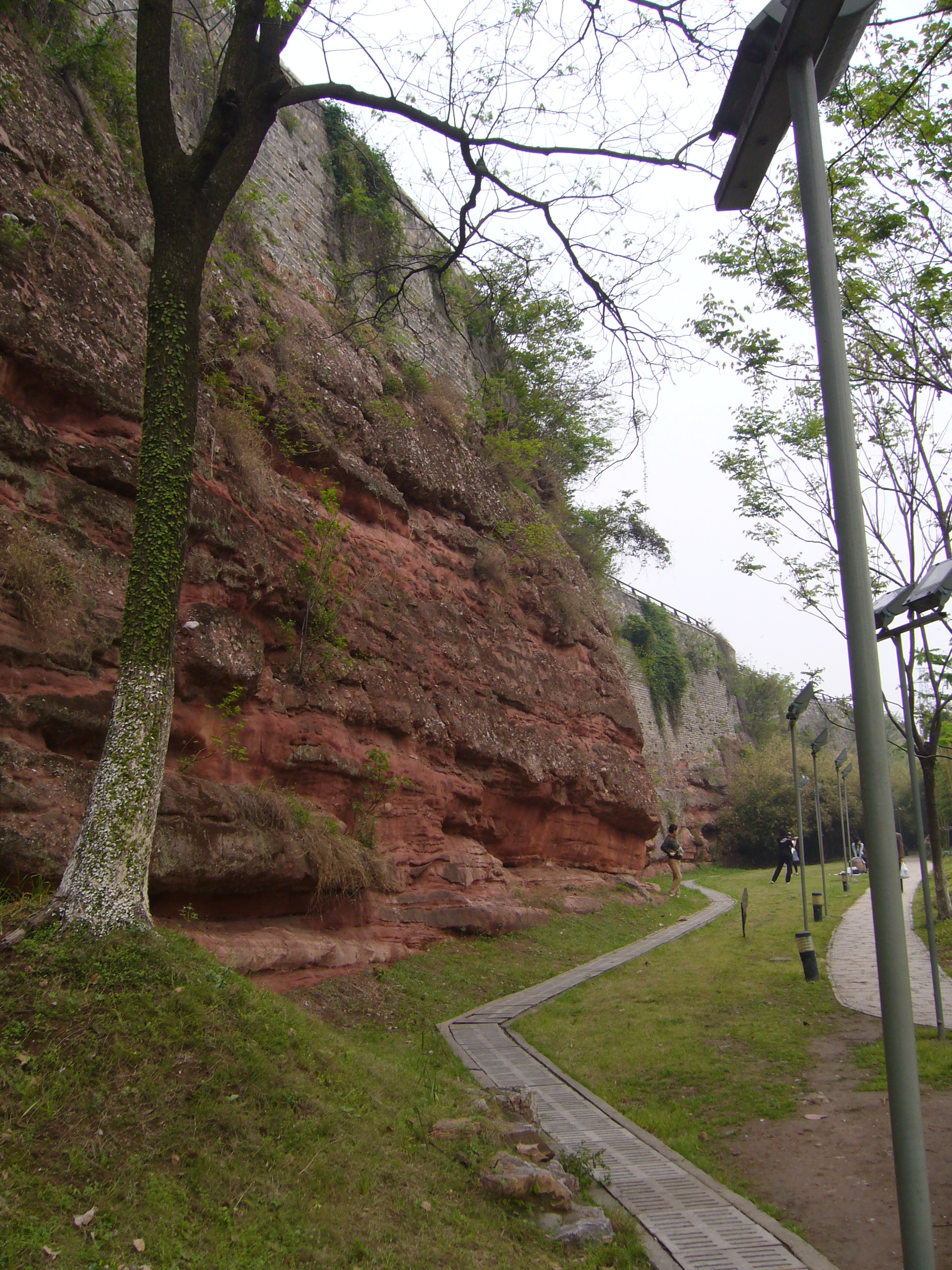
建立在自然岩体上的城墙
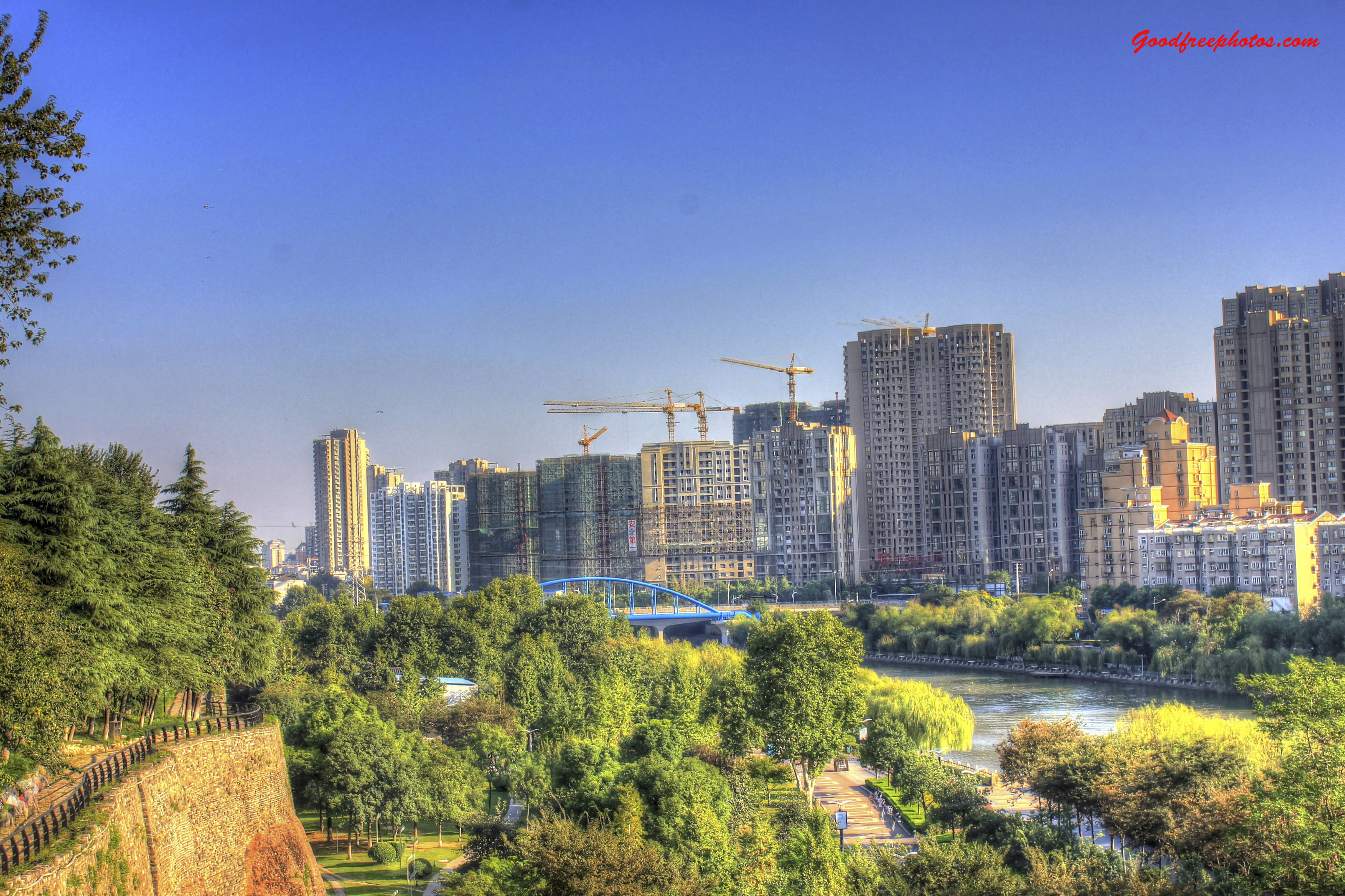
远处清凉门桥，为公园南界
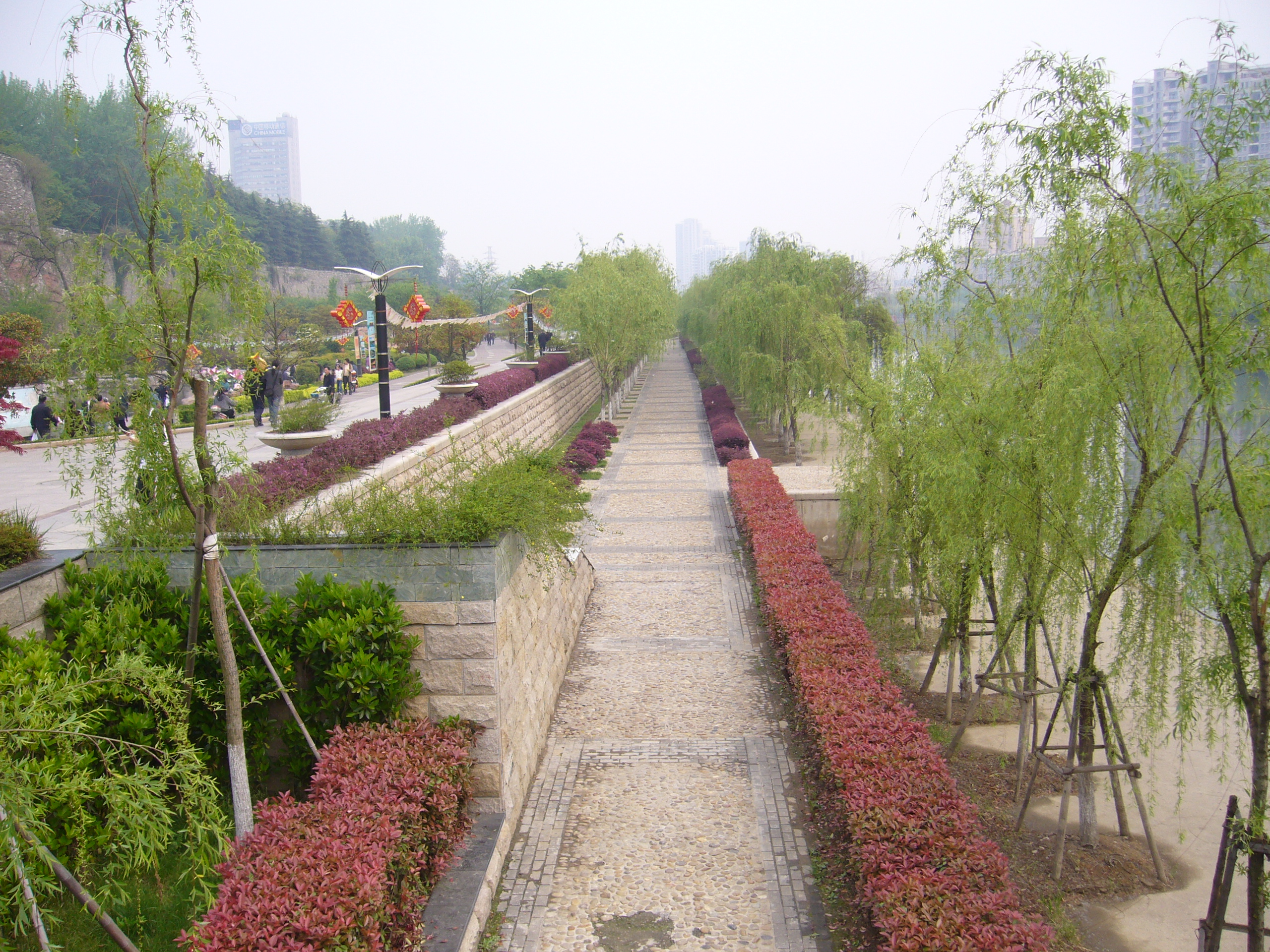
公园复式亲水平台
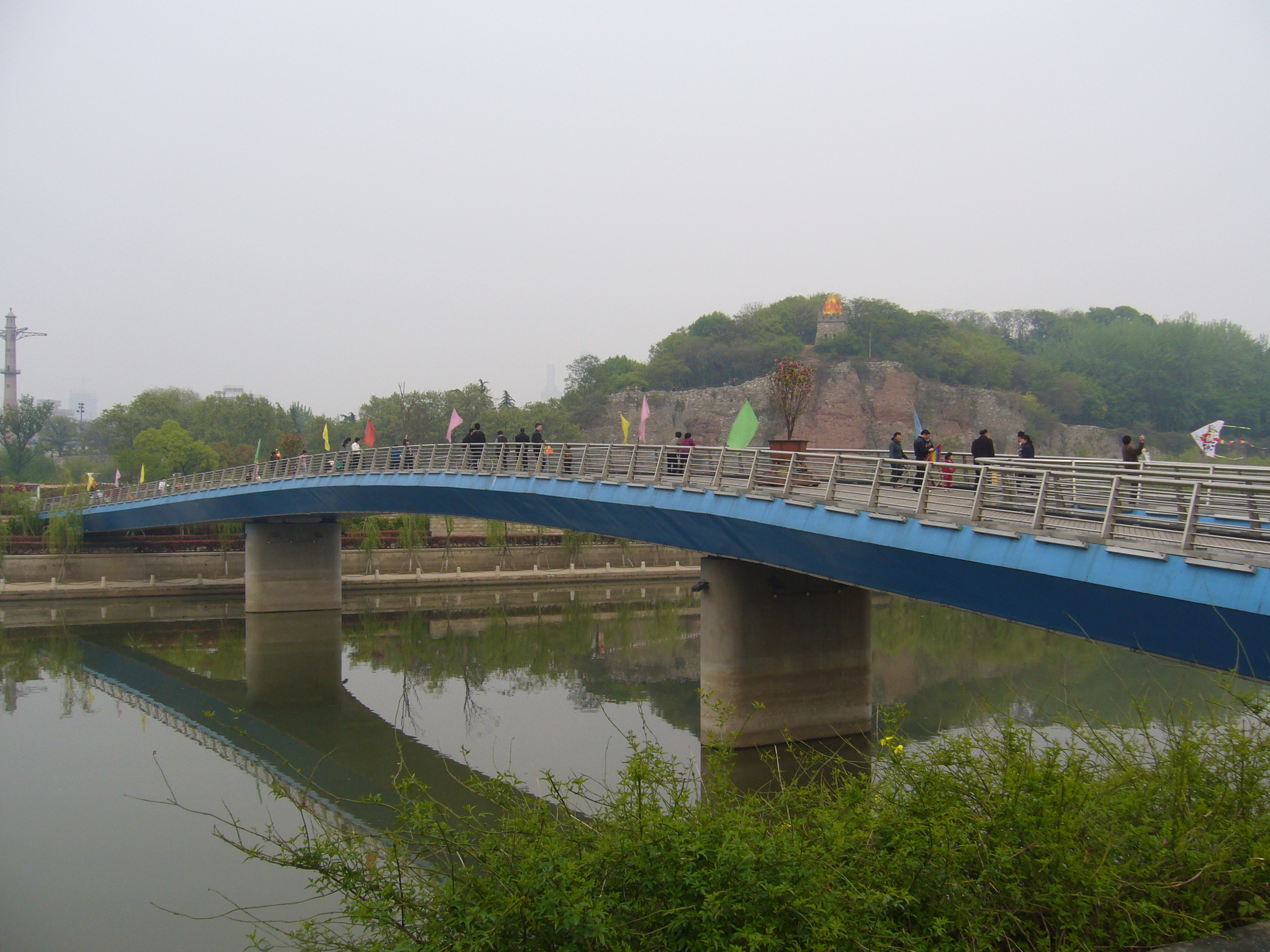
公园内人行桥

## 备注
1. ↑  除这一名称外，有数个少许差异的名称，如“鼓楼区外秦淮河东岸环境综合整治试验段（石头城景区）[2]”、“秦淮河环境综合整治实验段”[1]:85。
2. ↑  2023年《扬子晚报》网的报道，称“1990年，南京市在石头城的旧址上兴建了石头城公园”[6]。南京市外秦淮河环境综合整治工程开始于2002年[5]。石头城公园是否有多次兴建，不得而知。